# Judo op de Paralympische Zomerspelen 1988
Op de VIIIe Paralympische Spelen die in 1988 werden gehouden in het Zuid-Koreaanse Seoel was judo een van de 18 sporten die werd beoefend tijdens deze spelen. Vanaf dit jaar werden de Paralympische Zomerspelen weer in hetzelfde land als de Olympische Spelen gehouden. Het judo stond tijdens deze spelen voor het eerst op het programma.
Voor België en Nederland waren er geen judoka's aanwezig tijdens dit paralympische toernooi.

## Evenementen
Op de Spelen van 1988 stonden de volgende evenementen op het programma:
Mannen
- tot 60 kg
- tot 65 kg
- tot 71 kg
- tot 78 kg
- tot 86 kg
- boven 95 kg

## Mannen
| Klasse      | land | Goud             | land | Zilver          | land    | Brons                                    |
| ----------- | ---- | ---------------- | ---- | --------------- | ------- | ---------------------------------------- |
| tot 60 kg   | GBR  | Simon Jackson    | JPN  | Mokoto Shinkawa | BRA USA | Jaime De Oliveira John Allen             |
| tot 65 kg   | JPN  | Shinichi Ishizue | FRA  | Rene Duchemin   | BRA CAN | Julio Silva Pier Morten                  |
| tot 71 kg   | KOR  | Yu Sung An       | JPN  | Norio Kato      | GBR CAN | Paul Lewis Eddie Morten                  |
| tot 78 kg   | JPN  | Takio Ushikubo   | KOR  | Do Sang Yu      | GBR USA | Terence Powell David McKinley            |
| tot 86 kg   | JPN  | Yasuhiro Uwano   | GBR  | David Hurst     | SWE FRA | Kenneth Henningsson Daniel Fourcade      |
| boven 95 kg | JPN  | Masakazu Saito   | ITA  | Walter Monti    | BRA GBR | Leonel Cunha Maraes Filho David Hodgkins |

Atletiek · Bankdrukken · Basketbal · Boogschieten · Boccia · CP-voetbal · Gewichtheffen · Goalball · Judo · Koersbal · Schermen · Schietsport · Snooker · Tafeltennis · Tennis · Volleybal · Wielersport · Zwemmen
Seoel 1988 ·
Barcelona 1992 ·
Atlanta 1996 ·
Sydney 2000 ·
Athene 2004 ·
Peking 2008 ·
Londen 2012 ·
Rio de Janeiro 2016 ·
Tokio 2020 ·
Parijs 2024 ·
Los Angeles 2028